# Grenier-Montgon
Grenier-Montgon is een gemeente in het Franse departement Haute-Loire (regio Auvergne-Rhône-Alpes) en telt 120 inwoners (2009). De plaats maakt deel uit van het arrondissement Brioude.

## Geografie
De oppervlakte van Grenier-Montgon bedraagt 5,0 km², de bevolkingsdichtheid is dus 24 inwoners per km².
De onderstaande kaart toont de ligging van Grenier-Montgon met de belangrijkste infrastructuur en aangrenzende gemeenten.

## Demografie
Onderstaande figuur toont het verloop van het inwonertal (bron: INSEE-tellingen).